# Natuur.oriolus
Natuur.oriolus is een Nederlandstalig Belgisch ornithologisch tijdschrift, uitgegeven door Natuurpunt.

## Geschiedenis
Natuur.oriolus ontstond uit vroegere tijdschriften van de voormalige ornithologische vereniging De Wielewaal. De Wielewaal ging in 2001 op in het nieuwe Natuurpunt. De Wielewaal had van bij de aanvang in 1934 een tijdschriftje met dezelfde naam als de vereniging. In 1986 werd hiervan een afzonderlijk vogeltijdschrift afgesplitst: Oriolus. In 2002, na de fusie tot Natuurpunt, werd de naam gewijzigd in Natuur.oriolus. Voor de jaargangen wordt geteld vanaf de aanvang in 1934; zo geeft Natuur.oriolus voor 2017 jaargang 83 aan.

## Naam
De naam van het tijdschrift verwijst zowel naar de huidige als naar de voormalige vereniging. Natuur.oriolus - uitgesproken als "natuur punt oriolus" bevat enerzijds Natuurpunt, de huidige uitgever, en Oriolus, de wetenschappelijke naam voor het geslacht waartoe de wielewaal (oriolus oriolus) behoort, die de naam gaf aan de voormalige vereniging.